# Stefan Ilsanker
Stefan Ilsanker (Hallein, 1989. május 18. –) osztrák válogatott labdarúgó.

## Pályafutása

### Klubcsapatban

#### Fiatal évei
A Halleiner SK, a Mainz 05 és a Red Bull Salzburg korosztályos csapataiban nevelkedett. 2005. szeptember 10-én debütált a Juniors Salzburg csapatában a harmadosztályban a VfB Hohenems ellen 2–0-ra megnyert mérkőzés 90. percében Dominik Borozni cseréjeként. 2007. július 31-én a másodosztályban is bemutatkozott az FC Gratkorn ellen, a 82. percben Marin Matoš cseréjeként küldte pályára Michael Streitert. 104 bajnoki mérkőzésen 4 gólt szerzett a csapatban. 2009. augusztus 15-én az elsőcsapatban a kupában lépett először pályára az SK Vorwärts Steyr ellen 7–1-re megnyert találkozón, az 52. percben váltotta Thomas Augustinussent.

#### SV Mattersburg
2010 nyarán aláírt az SV Mattersburg csapatához. Július 18-án az Austria Wien ellen debütált és az 51. percben Waltner Róbert váltotta őt. Két szezon alatt 50 bajnoki mérkőzésen és 6 kupatalálkozón lépett pályára.

#### Red Bull Salzburg
2012 nyarán két éves szerződést kötött régi-új klubjával a Red Bull Salzburggal. Július 21-én az első csapatban debütált a bajnokságban a Sturm Graz ellen. 2013. október 19-én megszerezte a klubban az első bajnoki gólját, a Wacker Innsbruck ellen 6–0-ra megnyert találkozón. November 2-án ismét eredményes volt, a Sturm Graz ellen a 68. percben szerzett góljával nyertek 1–0-ra. 2014. március 2-án gólt és gólpasszt jegyzett a Rapid Wien ellen. Május 4-én a szezonbeli 4. gólját szerezte az SV Ried csapata ellen. Három szezon alatt 81 bajnokin lépett pályára és ezeken 4 gólt szerzett.

#### RB Leipzig
2015 nyarán Ilsanker mellett Gulácsi Péter és Nils Quaschner is a német testvércsapat RB Leipzighez igazolt. Július 25-én mutatkozott be az FSV Frankfurt ellen a Bundesliga 2-ben. Augusztus 10-én a kupában VfL Osnabrück csapata ellen debütált, a mérkőzést idegenben 2–0-ra nyerték meg. December 19-én a Greuther Fürth ellen első gólját szerezte meg. 2016. augusztus 28-án az élvonalban a TSG 1899 Hoffenheim ellen mutatkozott be.

#### Eintracht Frankfurt
2020. január 31-én aláírt 2022-ig a szintén német Eintracht Frankfurt csapatához. Június 3-án csereként lépett pályára a Werder Bremen ellen és duplázott a 3–0-ra megnyert bajnoki mérkőzésen.

#### Genoa
2022. június 23-án aláírt az olasz Genoa csapatához. 2024. január 6-án jelentette be, hogy visszavonul az aktív labdarúgástól, miután nem talált magának klubot.

### A válogatottban
2007-ben bekerült a hazai rendezésű U19-es Európa-bajnokságon részt vevő keretbe, a tornán mindhárom csoportmérkőzésen pályára lépett. 2014. március 5-én nevezték először a felnőtt válogatottban mérkőzésre, Uruguay ellen, de csak a kispadon kapott lehetőséget. Május 30-án Izland ellen debütált kezdőként és végig a pályán maradt. Részt vett a 2016-os labdarúgó-Európa-bajnokságon.

## Statisztika

### Klub
2020. január 31-i állapotnak megfelelően.
| Klub              | Szezon           | Bajnokság          | Bajnokság | Bajnokság | Kupa  | Kupa  | Nemzetközi | Nemzetközi | Összesen | Összesen |
| Klub              | Szezon           | Osztály            | Mérk.     | Gólok     | Mérk. | Gólok | Mérk.      | Gólok      | Mérk.    | Gólok    |
| ----------------- | ---------------- | ------------------ | --------- | --------- | ----- | ----- | ---------- | ---------- | -------- | -------- |
| Juniors Salzburg  | 2005–06          | Regionalliga West  | 9         | 0         | —     | —     | —          | —          | 9        | 0        |
| Juniors Salzburg  | 2006–07          | Regionalliga West  | 19        | 0         | 4     | 0     | —          | —          | 23       | 0        |
| Juniors Salzburg  | 2007–08          | First League       | 26        | 2         | —     | —     | —          | —          | 26       | 2        |
| Juniors Salzburg  | 2008–09          | First League       | 23        | 0         | 1     | 0     | —          | —          | 24       | 0        |
| Juniors Salzburg  | 2009–10          | First League       | 27        | 2         | —     | —     | —          | —          | 27       | 2        |
| Juniors Salzburg  | Összesen         | Összesen           | 104       | 4         | 5     | 0     | —          | —          | 109      | 4        |
| Red Bull Salzburg | 2009–10          | Osztrák Bundesliga | 0         | 0         | 2     | 0     | 1          | 0          | 3        | 0        |
| Mattersburg       | 2010–11          | Osztrák Bundesliga | 26        | 0         | 4     | 0     | —          | —          | 30       | 0        |
| Mattersburg       | 2011–12          | Osztrák Bundesliga | 24        | 0         | 2     | 0     | —          | —          | 26       | 0        |
| Mattersburg       | Összesen         | Összesen           | 50        | 0         | 6     | 0     | —          | —          | 56       | 0        |
| Red Bull Salzburg | 2012–13          | Osztrák Bundesliga | 26        | 0         | 4     | 0     | 1          | 0          | 31       | 0        |
| Red Bull Salzburg | 2013–14          | Osztrák Bundesliga | 32        | 4         | 6     | 1     | 13         | 0          | 51       | 1        |
| Red Bull Salzburg | 2014–15          | Osztrák Bundesliga | 31        | 0         | 5     | 0     | 9          | 0          | 45       | 0        |
| Red Bull Salzburg | Összesen         | Összesen           | 89        | 4         | 17    | 1     | 24         | 0          | 130      | 5        |
| RB Leipzig        | 2015–16          | Bundesliga 2       | 26        | 1         | 2     | 0     | —          | —          | 28       | 1        |
| RB Leipzig        | 2016–17          | Német Bundesliga   | 33        | 0         | 1     | 0     | —          | —          | 34       | 0        |
| RB Leipzig        | 2017–18          | Német Bundesliga   | 21        | 0         | 1     | 0     | 6          | 0          | 28       | 0        |
| RB Leipzig        | 2018–19          | Német Bundesliga   | 19        | 0         | 4     | 0     | 11         | 0          | 34       | 0        |
| RB Leipzig        | 2019–20          | Német Bundesliga   | 6         | 0         | 1     | 0     | 0          | 0          | 7        | 0        |
| RB Leipzig        | Összesen         | Összesen           | 105       | 1         | 9     | 0     | 17         | 0          | 131      | 1        |
| Karrier összesen  | Karrier összesen | Karrier összesen   | 348       | 9         | 39    | 1     | 41         | 0          | 428      | 10       |

### Válogatott
2022. március 29-én frissítve.
| Ausztria | Ausztria        | Ausztria |
| Év       | Pályára lépések | Gólok    |
| -------- | --------------- | -------- |
| 2014     | 6               | 0        |
| 2015     | 6               | 0        |
| 2016     | 9               | 0        |
| 2017     | 5               | 0        |
| 2018     | 8               | 0        |
| 2019     | 8               | 0        |
| 2020     | 6               | 0        |
| 2021     | 12              | 0        |
| 2022     | 1               | 0        |
| összesen | 61              | 0        |

## Sikerei, díjai
- Juniors Salzburg
  - Regionalliga West: 2006–07
- Red Bull Salzburg
  - Osztrák Bundesliga: 2013–14, 2014–15
  - Osztrák kupa: 2013–14, 2014–15
- Eintracht Frankfurt
  - Európa-liga: 2021–22